# Salles (Deux-Sèvres)
Salles ist eine französische Gemeinde mit 323 Einwohnern (Stand 1. Januar 2022) im Département Deux-Sèvres in der Region Nouvelle-Aquitaine (vor 2016 Poitou-Charentes). Sie gehört zum Arrondissement Niort und zum Kanton Celles-sur-Belle. Die Einwohner werden Salladins genannt.

## Geographie
Salles liegt etwa 27 Kilometer ostnordöstlich von Niort. Umgeben wird Salles von den Nachbargemeinden Soudan im Norden, Pamproux im Osten, Bougon im Osten und Südosten, La Mothe-Saint-Héray im Süden und Südwesten sowie Sainte-Eanne im Westen.

## Bevölkerungsentwicklung
| Jahr                       | 1962 | 1968 | 1975 | 1982 | 1990 | 1999 | 2006 | 2019 |
| Einwohner                  | 370  | 394  | 336  | 296  | 307  | 337  | 353  | 328  |
| Quellen: Cassini und INSEE |      |      |      |      |      |      |      |      |

## Sehenswürdigkeiten
- katholische Kirche Saint-Martin
- protestantische Kirche
- Lavoir

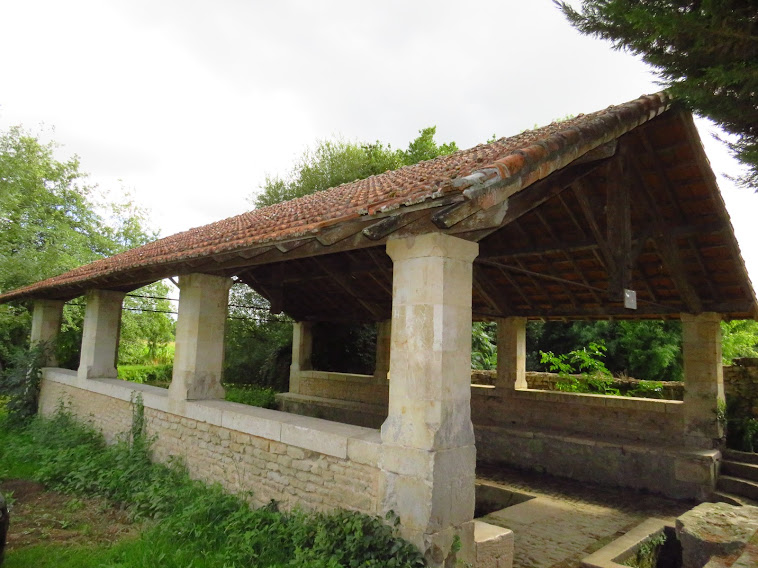
Ehemaliges Waschhaus (Lavoir)